# Texella grubbsi
Texella grubbsi is een hooiwagen uit de familie Phalangodidae.